# Popivți, Kremeneț
Popivți (în ucraineană Попівці) este localitatea de reședință a comunei Popivți din raionul Kremeneț, regiunea Ternopil, Ucraina.

## Demografie
Componența lingvistică a localității Popivți
     Ucraineană (99,73%)
     Alte limbi (0,27%)
Conform recensământului din 2001, majoritatea populației localității Popivți era vorbitoare de ucraineană (99,73%), existând în minoritate și vorbitori de alte limbi.